# Franco Rusticali
Franco Rusticali (Forlì, 15 gennaio 1938 – Forlì, 22 dicembre 2015) è stato un medico e politico italiano.
Medico cardiologo, è stato a lungo primario dell'ospedale di Forlì.
Vicino al PCI, è stato eletto in consiglio comunale come indipendente nelle sue liste nel 1985 e 1990.
Eletto sindaco di Forlì alla testa di un'alleanza di centro-sinistra nel 1995 con il 57,2 % dei voti, è stato poi confermato nel 1999 con oltre il 56% delle preferenze.
È stato  successivamente presidente  di SEAF, la società che gestisce l'aeroporto di Forlì, ma si è dimesso dopo aver ricoperto l'incarico per pochi mesi.